# Women’s Peace Army
Die Australian Women’s Peace Army wurde am 15. Juli 1915 in Melbourne, Victoria in Australien gegründet. Es war eine australienweite Organisation mit eigenständigen Organisationen in Sydney und Brisbane. 
Das Motto dieser Frauenorganisation war „We war against war“ (deutsch: „Wir bekriegen den Krieg“) und die Flagge dieser Organisation zeigte die fraulichen Farben Purpur, Grün und Weiß. Die bekanntesten Mitglieder der waren Vida Goldstein als Präsidentin, Cecilia John und Adela Pankhurst. Vida Goldstein war die erste Frau, die in Australien als Kandidatin zu einer nationalen Parlamentswahl 1903 antrat. Mitglied war auch Emma Miller. Die Frauenorganisation war radikal und militant mit einer sozialistischen Antikriegshaltung, die zahlreiche Veranstaltungen und Demonstrationen veranstaltete und Petitionen an Parlamentsmitglieder weiterreichte und friedensorientierte Kandidaten zu Parlamentswahlen aufstellte. Die Frauenorganisation beteiligte sich an der Kampagne gegen die allgemeine Wehrpflicht in Australien von 1916 bis 1917, die mit einer Volksabstimmung gegen die allgemeine Wehrpflicht endete. Die Women’s Peace Army löste sich nach dem Ende des Ersten Weltkrieges am 18. Dezember 1919 in Melbourne auf.
Weitere Frauenorganisationen, die sich gegen den Ersten Weltkrieg politisch wandten, waren die Women’s Political Association,  Sisterhood of International Peace und Woman’s Christian Temperance Union.
Der Verein unterstützte auch Frauen, die durch Kriegsfolgen in Not geraten waren. Weitere Organisationen, die Frauen von Soldaten vor allem sozial unterstützten waren Australian Women’s National League, Australian Red Cross, Country Women’s Association und  Voluntary Aid Detachment.